# Play SRF
Play SRF ist die Mediathek von Schweizer Radio und Fernsehen (SRF). Sie wurde im August 2009 als SF-Videoportal des Schweizer Fernsehens SF lanciert. Das Portal wurde Ende 2012 bei einer umfassenden Reorganisation und einem Rebranding des Schweizer Fernsehens (SF) und Radios (DRS) in SRF Player umbenannt. Ab diesem Zeitpunkt konnten im Player sowohl Video- als auch Audio-Formate abgerufen werden. Ende Januar 2015 wurde die Bezeichnung schliesslich zu Play SRF geändert. Damit entsprach die Namensgebung den Mediatheken Play RTS, Play RSI und Play RTR der Schwesterunternehmen Radio Télévision Suisse (RTS), Radiotelevisione svizzera (RSI) und Radiotelevisiun Svizra Rumantscha (RTR). Seit Oktober 2019 ist Play SRF über HTTP-Streaming auf der Webseite ein reines Videoportal, da SRF neu eine Onlineplattform für Audio und Podcasts einführte, die sämtliche Hörangebote von SRF zusammenfasst.
Im April 2013 wurde zunächst die gleichnamige Mobile-App für iOS und im November für Android zur Verfügung gestellt. Heute sind weitere Apps für blueTV (von Swisscom), Apple TV, Android TV, Amazon Fire TV und Chromecast verfügbar. In diesen Play SRF-Apps können nach wie vor neben Video- auch Audio-Inhalte abgerufen werden.

## Abgrenzung zu Play Suisse
Play SRF wurde von SRF für das Deutschschweizer Publikum entwickelt. Play Suisse hingegen ist seit November 2020 ein Angebot der SRG SSR für die gesamte Schweiz und wird in allen vier Landessprachen angeboten. Es enthält vor allem Dokumentationen, Filme und Serien der verschiedenen Unternehmenseinheiten (SRF, RTS, RSI und RTR). Gewisse Titel sind sowohl auf Play SRF als auch auf Play Suisse verfügbar.
Bis spätestens im Herbst 2025 sollen die sprachregionalen Streaming-Plattformen Play SRF, Play RTS, Play RSI und Play RTR, zusammen mit Play Suisse, in einer einheitlichen mehrsprachigen Streaming-Plattform vereint werden.

## Angebot
Neben den Livestreams von SRF 1, SRF 2, SRF Info und Sport kann über die Mediathek auf einen Grossteil bereits gezeigter Sendungen zugegriffen werden. Auf der Plattform stehen zudem Archivinhalte aus der langjährigen Fernsehgeschichte zur Verfügung.
Beispiele von Inhalten:
- News z. B. Tagesschau, Meteo
- Politik z. B. Rundschau, Arena
- Sport z. B. Sport Panorama
- Unterhaltung z. B. Mini Chuchi, dini Chuchi
- Filme und Serien z. B. Davos 1917
- Doks & Reportagen z. B. Auf und davon
- Kultur z. B. Sternstunde Philosophie
- Wissen & Ratgeber z. B. Einstein, Kassensturz

Die meisten Sendungen, die SRF in der Mediathek zur Verfügung stellt, können zeitlich unbegrenzt abgerufen werden. Gewisse fremdproduzierte Serien und Dokumentationen stehen jedoch aus Lizenzgründen nur sieben Tage nach Ausstrahlung zur Verfügung.
In den Apps können verschiedene Podcasts und Sendungen von Radio SRF 1, Radio SRF 2 Kultur, Radio SRF 3, Radio SRF 4 News und Radio SRF Musikwelle nachgehört werden.
Livestreams sind von folgenden Sendern möglich:
- Radio SRF 1
- Radio SRF 2 Kultur
- Radio SRF 3
- Radio SRF 4 News
- Radio SRF Musikwelle
- Radio SRF Virus
- Radio Swiss Pop
- Radio Swiss Classic
- Radio Swiss Jazz

## Nutzung und Reichweite
Laut SRF wurden im Jahr 2022 gesamthaft 33'644'549 Starts von Video-on-Demand und TV-Livestream auf ihren Plattformen gezählt. Dies beinhaltet jedoch neben Play SRF auch srf.ch sowie die Apps SRF News, SRF Sport und SRF Meteo. Gemäss dem IGEM-Digimonitor gehörten 2023 die Video-Angebote der Websites und Apps von SRF, RTS und RSI mit 2,8 Millionen Zuschauern über 15 Jahren (42 % der Bevölkerung) zu den beliebtesten Schweizer Streaming-Plattformen.
Die Play SRF-App wurde bis Ende Dezember 2018 gesamthaft 1'024'781 Mal im Apple App Store oder Google Play Store heruntergeladen.

## Auszeichnungen
- 2010: Gold in der Kategorie Usability, vergeben von der Best of Swiss Web Association[18]
- 2013: Eyes & Ears Award für srf.ch und den SRF-Player in der Kategorie «Beste Corporate Website», vergeben vom Branchenverband Eyes & Ears of Europe[19]